# 칠레두
칠레두(赤列都, 1135? - 1161?)는 몽골 메르키트부의 족장인 토크토아 베키의 동생이자 예수게이에게 약탈혼을 당한 호엘룬의 약혼자이다. 예수게이의 습격으로 인해서 호엘룬을 빼앗겨 버렸다.

## 생애
메르키트족 족장 투두르 벨게 테긴의 아들로, 메르키트부 족장 토크토아 베키의 동생이며 칠게르의 형이다. 우드이트(兀都亦惕) 씨족이다.
1161년경, 그는 옹기라트부의 일파인 올쿠누우드 씨족 족장의 딸 호엘룬을 아내로 삼았다. 그러나 호엘룬의 미모를 본 예수게이가 그의 형제와 함께 습격하였다. 호엘룬은 저들이 당신의 목숨을 해칠 것이라며 칠레두에게 도주를 권유했다. 몽골비사에 의하면 호엘룬은 당신은 살아만 있다면 숙녀와 귀부인을 얼마든지 얻을 수 있어요.다른 여자를 얻어 그 여자의 이름을 호엘룬이라고 지으세요. 우선 목숨을 돌보는 것이 중요하니 나를 버리고 떠나라며 자신의 저고리를 벗어 줬다. 저고리를 집으려는 순간 뒤쫓아오던 세 사람의 모습이 보이자 칠레두는 말의 뒷다리를 때리며 오논강 상류 쪽으로 급히 달아났다. 칠레두는 머리띠 한 쌍을 징표로 호엘룬에게 주고 말을 타고 달아났다 한다. 이로 인해 톡토아 베키는 몽골족과의 사이가 안좋아졌고 칭기즈 칸과도 원수가 되었다. 그 이후, 톡토아 베키는 칠레두의 원수를 갚기 위해 칭기즈 칸의 아내 보르테를 납치한다.

## 같이 보기
- 메르키트
- 토크토아 베키
- 호엘룬
- 소치겔
- 칭기즈칸